# Marey-lès-Fussey
Marey-lès-Fussey är en kommun i departementet Côte-d'Or i regionen Bourgogne-Franche-Comté i östra Frankrike. Kommunen ligger i kantonen Nuits-Saint-Georges som tillhör arrondissementet Beaune. År 2022 hade Marey-lès-Fussey 84 invånare.

## Befolkningsutveckling
Antalet invånare i kommunen Marey-lès-Fussey
Referens:INSEE